# Esterházy Pál Antal
Galántai herceg Esterházy Pál Antal (Bécs, 1786. március 11. – Regensburg, 1866. május 21.) diplomata, a király személye körüli miniszter, Sopron vármegye örökös főispánja, az Aranygyapjas rend lovagja, a Magyar Királyi Szent István-rend nagykeresztese, valóságos belső titkos tanácsos, császári és királyi kamarás.

## Élete
A galánthai gróf Esterházy család hercegi ágának a sarja. Apja, galánthai herceg Esterházy Miklós Ferdinand (1765–1833), anyja, herceg Maria Josepha von und zu Liechtenstein (1768–1845) volt. Apai nagyszülei galánthai herceg Esterházy Antal (1738–1794) és  monyorókereki és monoszlói gróf Erdődy Mária Terézia (1745–1782) voltak. Anyai nagyszülei herceg Franz Joseph von und zu Liechtenstein (1726–1781) és gróf Marie Leopoldine von Sternberg (1733–1809) voltak.
Fiatalkorában származásának megfelelően alapos nevelésben részesült, tanulmányait 20 éves korában fejezte be. 1806-ban Londonban a nagykövetség titkára lett, majd a következő évben ugyanebben a minőségben Párizsba helyezték át. 1810 és 1813 között Drezdában folytatott tárgyalásokat a szász királlyal, igyekezve megnyerni Bécs számára Napóleonnal szemben. Bár próbálkozásai nem jártak sikerrel, mégis említésre méltóak, mert Esterházy jelentős tapasztalatokat szerzett ezek során és Ausztria szerte ismert, és elismert politikussá vált ezen évek alatt. 1813-ban visszarendelték Bécsbe és a továbbiakban szolgálatait a napóleoni háborúkat lezáró tárgyalásokon vették igénybe. Rendkívüli megbízottként ő képviselte a császárt a châtilloni békekonferencián. 1815-ben a bécsi kongresszus után angol kérésre őt nevezték ki londoni nagykövetnek. 

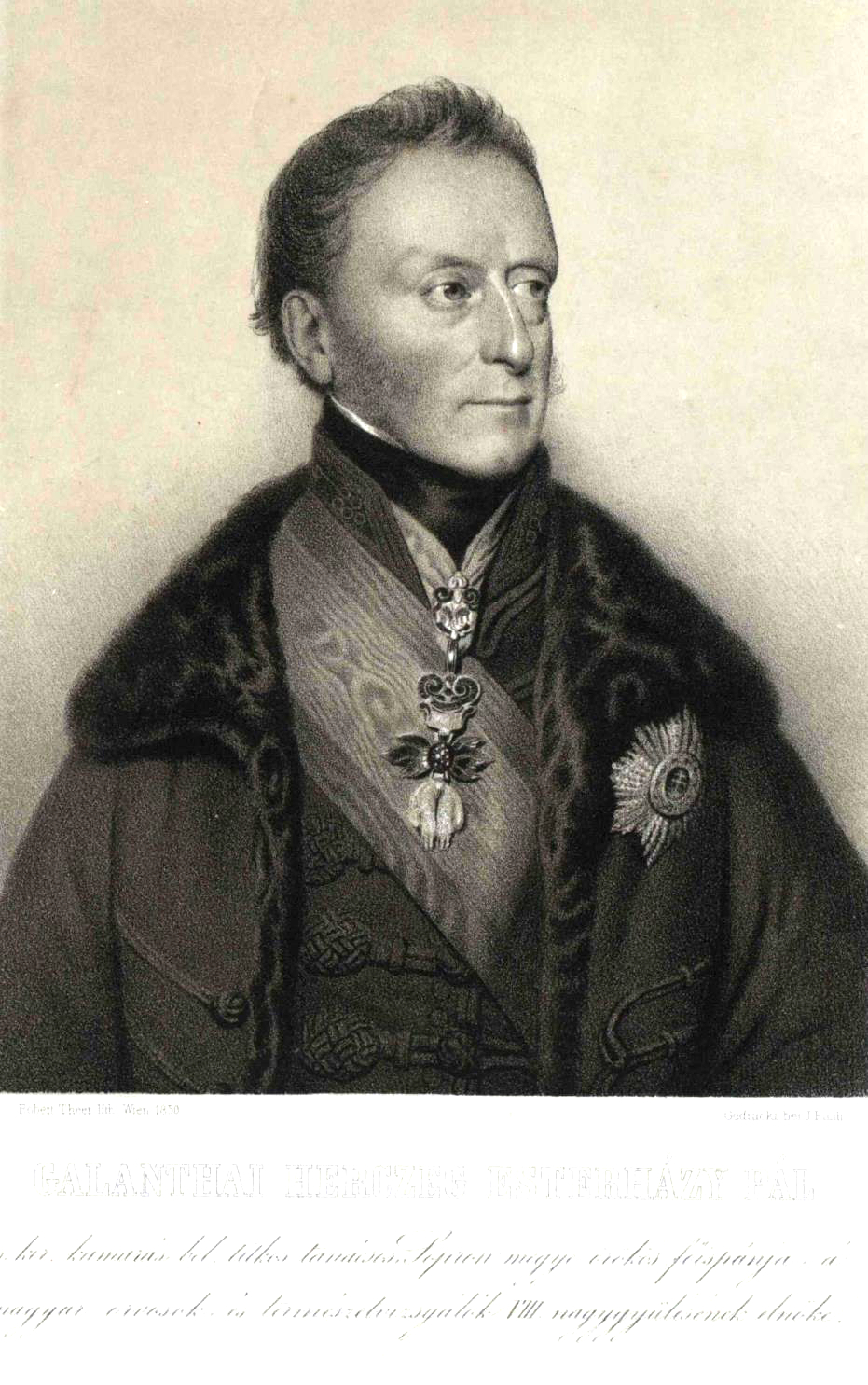
Robert Theer metszete, 1850

I. Ferenc magyar király képviseletében ő vett részt X. Károly francia király koronázásán Reimsben 1825-ben, valamint IV. György angol király megkoronázásán is 1820-ban. 1830 és 1836 között ő vezette az osztrák küldöttséget a londoni konferencián, ahol a nagyhatalmak elismerték  Belgium és Görögország függetlenségét. 1833-ban átvette a családi birtokok igazgatását és az Esterházy-hitbizomány haszonélvezője lett, ami elősegítette kilábalását anyagi problémáiból.
1842-ben hazatért és a konzervatív párthoz csatlakozott. 1848-ban az első felelős magyar kormányban elvállalta az őfelsége a király személye körüli miniszter-i címet, ami ma a külügyminiszteri tisztségnek felel meg. Így ő is tagja lett a Batthyány-kormánynak. Arisztokrata társai a konzervatív álláspont védelmét várták tőle, míg a liberálisok reformer főnemes lévén támogatták politikáját. Esterházy a családi hagyományoknak megfelelően szilárdan megmaradt a Habsburg-ház hívének és az udvarban mindig a magyar érdekek szószólója volt. Amikor 1848 nyarán Bécs és a Batthyány-kormány viszonya megromlott, Esterházy igyekezett elsimítani az ellentéteket, de békítőkísérletei kudarcba fulladtak. Látva a helyzet elmérgesedését 1848 szeptemberének elején lemondott a miniszterségről és visszavonult a politikától. A szabadságharcban nem vett részt, annak leverése után Magyarországon maradt, de kapcsolatban állt a londoni emigráció Kossuth-ellenes köreivel. 1856-ban ő képviselte a Monarchiát II. Sándor orosz cár  koronázásán. Utolsó éveiben megromlott anyagi helyzetét igyekezett konszolidálni, azonban túlzott fényűzése miatt annyira eladósodott, hogy végül  annak ellenére, hogy Ferenc József is közben járt érdekében, vagyonát mégis gondnokság alá helyezték 1860-ban. 1866. május 21-én halt meg Regensburgban.